# 中川画伯
中川画伯（なかがわがはく、本名：中川雅博、男性、1977年10月3日 - ）とは日本のイラストレーター。多摩美術大学在学中からイラストレーターとして活躍。THE HIGH-LOWSのツアーポスターデザイン、桜庭和志のTシャツデザイン、プロレス雑誌、格闘技雑誌でプロレスラー、格闘家のイラストを描いている。埼玉県坂戸市出身。

## 受賞歴
- NHK『スタジオパークからこんにちは』似顔絵大賞グランプリ
- 1998年&1999年西武ライオンズ「選手似顔絵コンテスト」ヒット賞
- 2001年西武ライオンズ「選手似顔絵コンテスト」選手賞（和田一浩捕手賞）
- 2002年読売新聞社「黒部名水ロードレース高橋尚子似顔絵募集」奨励賞
- 2012年gonoturn × pixiv「マスクデザインコンテスト」入選
- 2014年「LINEクリエイターズスタンプ アワード2014」芸能賞（『日本エレキテル連合』）
- 2016年テレビ東京「第2のアレ」キャラクターオーディション佳作＆特別賞（カニつめくん＆とろろ兄弟）
- 2017年「2018年用『これから出る本』表紙イラスト募集」入選

## 連載
- 『紙のプロレスRADICAL』『真樹日佐夫 本格格闘ロマン小説 無比人』挿絵（1998年頃）
- TVステーション別冊『iして！ケータイ遊び方マガジン vol.21』（ダイヤモンド社、〜2004年7月）
- 「最強のサイト出てこいやァァ！！情報先取りニュース＆トピックス」イラスト
- 『紙のプロレスRADICAL NO.77』（ワニマガジン社、〜2004年8月）『中川雅博爆笑連載！？ほんとにジョーク』（全38回）
- 『BUBKA5月号』〜『BUBKA8月号』（コアマガジン、2004年3月〜2005年6月）「月刊Bスポ」イラスト
- 『紙のプロレスRADICAL NO.79』（2004年9月）〜『紙のプロレスRADICAL NO.91』（ワニマガジン社、2005年9月）
- 『中川画伯の絵日記 犬とTVの日々』
- 『EX大衆8月号』〜『EX大衆3月号』（双葉社、2005年7月〜2006年2月）『最強レフェリー和田良覚の格闘交友録』イラスト
- 『kamipro No.92』（エンターブレイン、2005年10月〜2010年）『金ちゃんのどこまでやるの？』タイトルロゴ
- CONTINUE［コンティニュー］ Vol.27〜 Vol.29（太田出版、2006年4月〜2006年8月）『須城砲の格闘ゴールデン街』イラスト
- 新日本プロレス『NJPW 2007 Vol.1』〜新日本プロレス2011.1.4東京ドーム『WRESTLE KINGDOM V』大会記念パンフレット（2007年1月〜2011年1月）
- 『中川画伯のイラストロングスタイル』（全36回）
- 『kamipro 』の携帯サイト『kamipro Move（カミプロ ムーブ）』（2006年〜2010年3月）待ち受け画
- デコメールサイト『和★筆殺デコリ人』「デコメール」（2006年〜2017年8月）

## 本（挿絵イラスト）
- 『さくぼん―桜庭和志公式マガジン』（ダブルクロス、2001年5月、 ISBN 4898296513）
- 『橋本真也のプロレス大百科』（メディアファクトリー、2003年6月）
- 『ボビーだと思います。』（ワニブックス、2005年6月）
- 『高校生のための英語道 今度こそ「英語は、大丈夫。」 』（東進ブックス、2005年7月28日）
- 『紙の破壊王　ぼくらが愛した橋本真也』（エンターブレイン、2005年10月11日）イラスト＆文章
- 船瀬俊介：著『ケータイで脳しゅよう』（三五館、2006年2月）
- 今井宏：著『英単語★熟語トレーニングドリル2100（上）』（東進ブックス、2006年4月）
- 今井宏：著『英単語★熟語トレーニングドリル2100（下）』（東進ブックス、2006年4月）
- 村田稔：著『やっぱりあぶない、損害保険の選び方』（三五館、2006年5月）
- 甲田光雄：著 『健康養生法のコツがわかる本』（三五館、2006年12月）
- 船瀬俊介：著『まさかに役立つ 健康茶の薬効図鑑』（三五館、2007年5月）
- 石井正：著 『チザイの人』（三五館、2007年8月）
- 『新・大学受験案内 みんなが行きたい125大学』（東進ブックス、2007年9月）
- 『IFRSで税理士業務はどう変わる？』（清文社、2011年7月29日）
- 『プロレス最強は誰だ？』（竹書房、2012年12月）
- 『プロレス 最強の名勝負はコレだ！』（竹書房、2013年7月）
- 桜庭和志『哀しみのぼく。』「スマホにも貼れる！オリジナルステッカー」（東邦出版、2014年8月24日）
- 日本エレキテル連合『電気倶楽部』（太田出版、2015年7月20日）

## DVD
- 『SMACK GIRL 2003 vol.1』（クエスト、2003年8月15日、JAN 4941125622080 C3875 Y5600E）ジャケット似顔絵
- 『ユリオカ超特Qらっしゃい！ベイベー』（徳間ジャパンコミュニケーションズ、2005年10月26日発売）ジャケット＆盤面デザイン
- 『スマックガール大全集 vol.1』（クエスト、2008年6月）タイトルロゴ
- 『スマックガール大全集 vol.2』（クエスト、2008年9月）タイトルロゴ
- 『橋本欽也の柔術プリースト vol.1』（クエスト、2012年7月）ジャケット似顔絵

## ポスター
- 『THE HIGH-LOWS The★MUSTANG 04→05』（2004年9月）
- 『第16回 坂戸市民水泳大会』（2004年）〜『第24回 坂戸市民水泳大会』（2012年）
- 『第26回 坂戸市民水泳大会』（2014年）
- Kissポート財団『犬のしつけ方教室～ワンちゃんと飼い主の絆づくり～』港区（2005年10月）
- 『AOMORI ROCK FESTIVAL.06' ～夏の魔物～』（2006年7月29日）
- 月刊カス野郎プロレス『カスワン』新宿FACE （2007年7月12日）
- 2007 中部地区ウエイト別空手道選手権大会（2007年9月24日）
- 月刊カス野郎プロレス『カスワン』新宿FACE （2007年11月22日、26日）
- 柔術＆ノーギのワンマッチ大会『ROLL FESTIVAL』 （2008年3月20日）
- 桜庭和志選手のジム『ラフタ－7』キッズクラス宣伝（2010年4月）

## Tシャツ
- 『紙のプロレスRADICAL』（2001）
- 高田道場『桜庭和志イラスト』（2003）
- グレートアントニオ『ボブ・サップ　チームビースト』（2003）
- おっさんTシャツ「OSSAN OHKADO Maiko ANGURA」（2004年8月）
- 『富豪2夢路』（2004年11月）
- 『笹原GM「SHUT UP！」』（2005年5月）
- JWA関西「原田智也＆大迫貴史　悪役レスラー」（2005年8月）
- 『モンゴリアン・チョップ』（2005年10月）
- 高田道場『ダイヤモンド・キッズ・カレッジ』（2007年4月）
- 「kamipro福袋」用「2007年kamipro特製」（2007年1月）
- プロレスショップ『スクワット』「画伯スクワットくん」（2007年7月）
- 『ALL JAPAN SHOP』諏訪魔「非凶器三原則」（2008年3月）
- 藤 鬥嘩裟（ふじ つかさ）選手応援団用（非売品）（2008年8月）
- 桜庭和志の総合格闘技ジム『Laughter7』「ONE FOR ALL 7 」（2009年12月）
- 桜庭和志の総合格闘技ジム『Laughter7』「5レンジャー 7 」（2009年12月）
- 桜庭和志の総合格闘技ジム『Laughter7』「ヱヴァンゲリヲン×桜庭和志」（2010年7月）
- 『ブルテリア』「シュレック関根 with クレベル・コイケ」（2010年12月）
- 桜庭和志「3saru FIGHT FOR JAPAN チャリティー」（2011年6月）
- ブリティッシュ・バタードッグ『ブリティッシュ・バタードッグ』（2011年7月）
- 桜庭和志の総合格闘技ジム『Laughter7』「Laughter7 レンジャー」（2011）
- 桜庭和志『SKILLS secret』（2014年8月）
- 桜庭和志『SAKU仁王（マスクver.）』（2015年3月）
- 高田道場『出てこいや』（2015）
- ジャンクの花園 presentsアドビの未来 妄想企業ビジョンプレゼン大会『Adobe20XX』前売り予約特典特製ノベルティ
- ジョン・E・ワーノック＆チャールズ・M・ゲシキ（2015年12月6日）

## 冊子
- SoftBankショップ『ケータイソングBOOK』（2009年11月2日～12月31日配布）
- 関西ローカルプロレス冊子『すきやねんプロレス -創刊号-』（2013年7月）
- 柔術同人誌『Jiu Jitsu NERD』創刊準備号（2013年4月）
- 100％柔術専門誌『Jiu Jitsu NERD』創刊号（2013年7月）
- 日本書籍出版協会『これから出る本』（2018年7月上期号〜9月下期号）

## LINEスタンプ
- 『日本エレキテル連合』
- 『日本エレキテル連合vol.2』
- 『日本エレキテル連合vol.3 感電パラレル編』
- 『桜庭和志『サクマシン』』
- 『パンクバンド「猛毒」公式スタンプ』
- 『柴犬』
- 『柴犬カップル』
- 『こちとら江戸っ子でぃ』
- 『こちとら江戸っ子でぃ 其の弐』
- 『猛禽類のダジャレ その1』
- 『カニつめくん』

## カニつめくん
- 2016年テレビ東京「第2のアレ」キャラクターオーディション佳作＆特別賞（カニつめくん＆とろろ兄弟）
- テレビ東京『ダイニノアレ』（2016年10月11日放送開始）アニメ『カニつめくん』アニメ『とろろ兄弟』（全61話）
- 『カニつめくん』グッズ（2017年2月17日発売）A4クリアファイル、アクリルキーホルダー、メモ帳、缶バッヂ、マスキングテープ
- 『大山式』CMキャラクター『カニつめくん』（2017年7月）
- テレビ東京『マーサ＆ハニー』アニメ『カニつめくん』（2017年10月28日〜）
- 『マーサ＆ハニー』パペットキャラクター『カニつめくん』（2018年1月22日〜2018年3月25日）
- テレビ東京『カニつめくん』毎週金曜深夜27:50～27:55（2018年4月7日〜）（〜第44話）
- 109シネマズ『カニつめくん』オリジナルマナーCM（2018年4月27日〜3月25日）
- 『カニつめくん』ぬいぐるみ（2018年8月発売）